# شعب الهيت

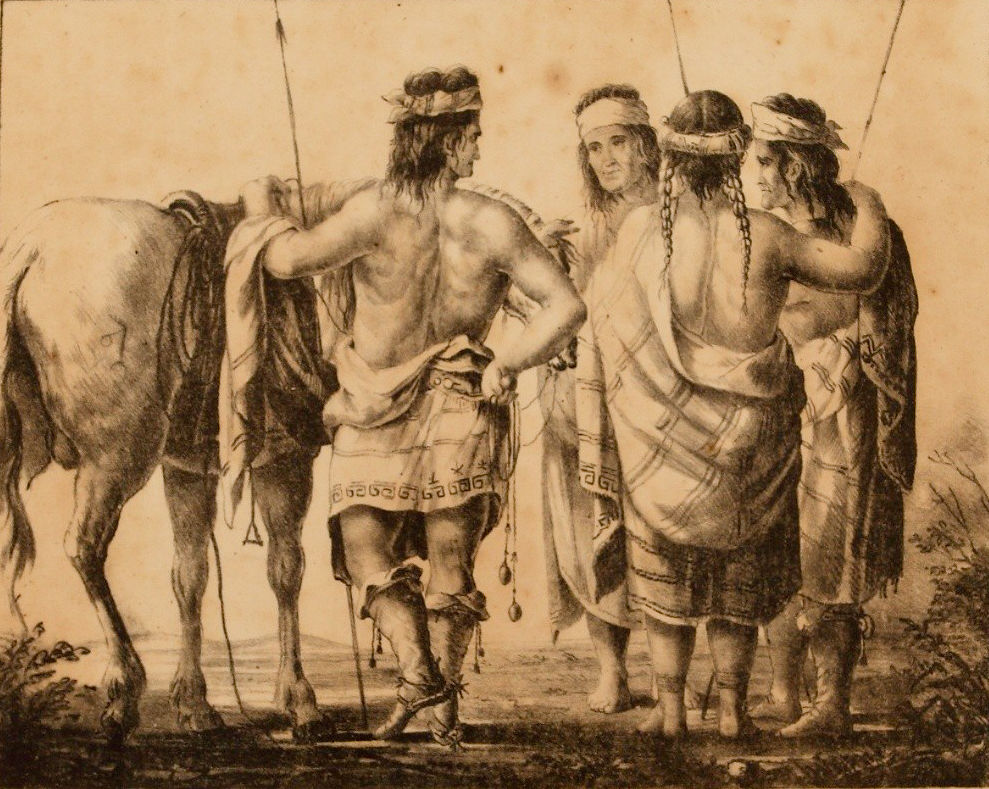

شعب الهيت هم الشعب القاطن شمال باتاغونيا غرب نهر بارانا: الشيتيهيت، الديويهيت والتالوهيت. الديديوهيت اقصى الشرق، بجانب بوينس أيرس الجديدة هم متأثرون بالغارانيين، ويسمون الكويراندي، وليس من الواضح إذا ما كان الشعبان مرتبطان لغويا أو حتى فقط ثقافيا.

جيران الهيتيين من الشمال الشانا، من الشمال الغربي والغرب المابوتشيين ، وفي الجنوب البويلشيين.